# Kyle Kothari
Kyle Kothari (26 gennaio 1998) è un tuffatore britannico con cittadinanza inglese di origini indiane.

## Biografia
Ha rappresentato la nazionale inglese ai Giochi del Commonwealth di Birmingham 2022, terminando alle spalle dei connazionali Noah Williams e Andrea Spendolini-Sirieix nella piattaforma 10 metri misti, con Lois Toulson.
Agli europei di nuoto di Roma 2022 ha vinto la medaglia d'oro nel concorso della piattaforma 10 metri misti, gareggiando con Lois Toulson.

## Palmarès
| Anno                                  | Manifestazione          | Sede       | Evento            | Risultato | Prestazione | Note |
| ------------------------------------- | ----------------------- | ---------- | ----------------- | --------- | ----------- | ---- |
| In rappresentanza della Gran Bretagna |                         |            |                   |           |             |      |
| 2022                                  | Europei                 | Roma       | Sincro 10 m       | Oro       | 390,48 p.   |      |
| 2022                                  | Europei                 | Roma       | Sincro 10 m misti | Oro       | 300,78 p.   |      |
| In rappresentanza dell' Inghilterra   |                         |            |                   |           |             |      |
| 2022                                  | Giochi del Commonwealth | Birmingham | Sincro 10 m misti | Argento   | 318,54 p.   |      |